# Anders Svensson (bildhuggare)
Anders Svensson var en svensk bildhuggare verksam på 1680-talet.
Svensson arbetade som gesäll hos Gustaf Biörsson Kihlman och var dennes medhjälpare vid utförandet av altaruppsatsen till Kristine kyrka i Jönköping. Altaruppsatsen förstördes vid den stora stadsbranden 1790.